# 鑽石HK36

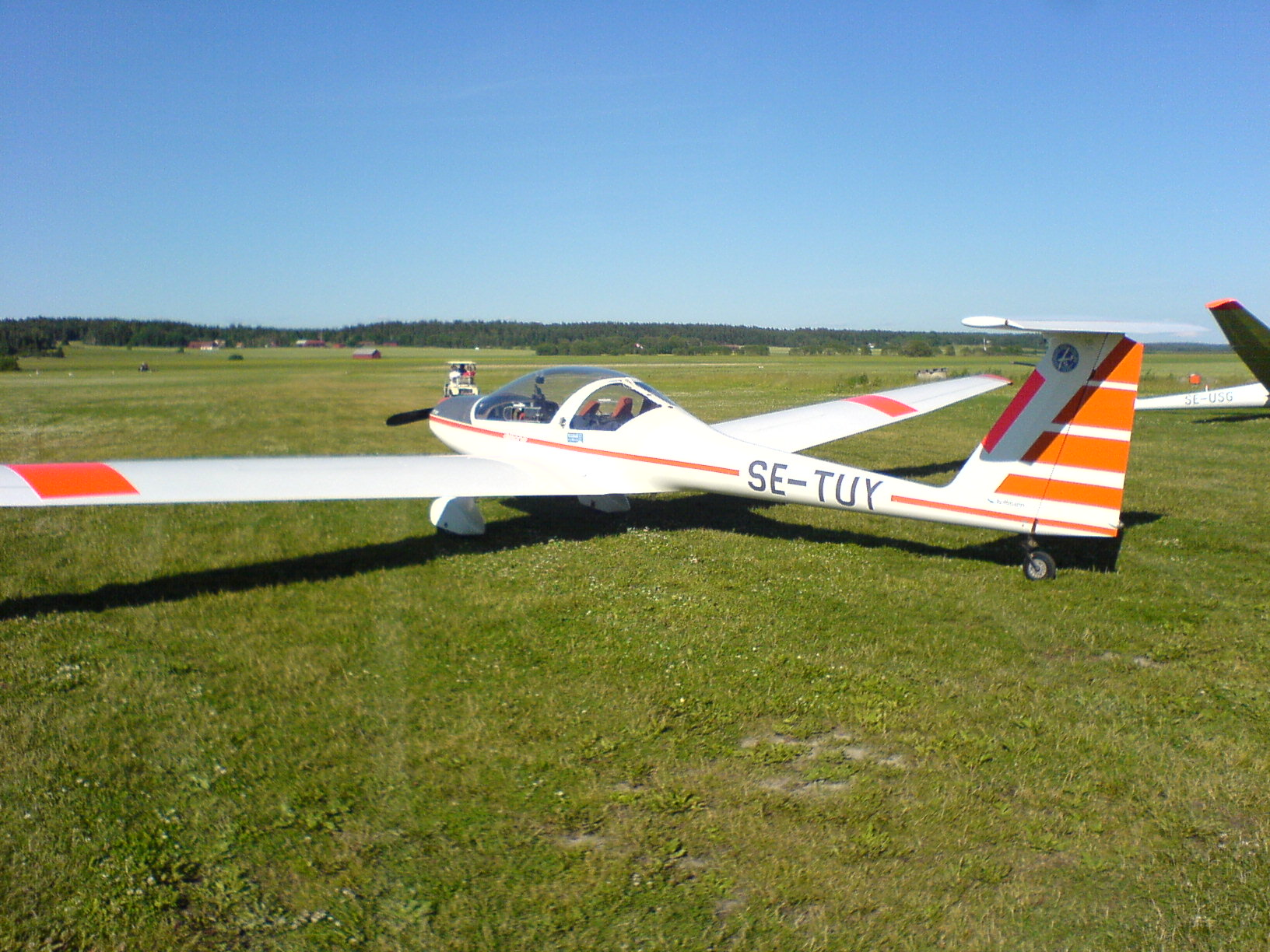
霍夫曼H36迪莫纳

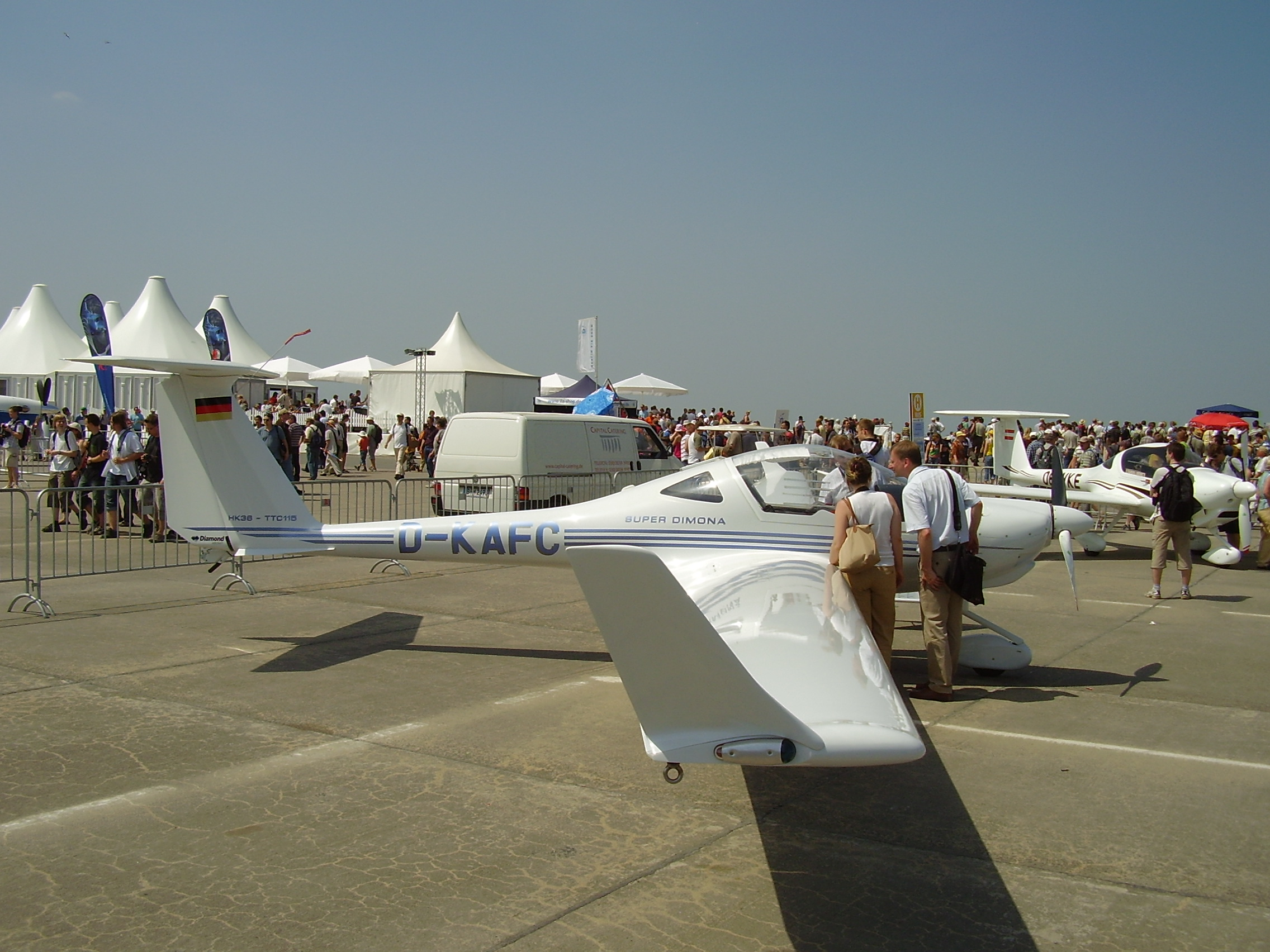
超级迪莫纳

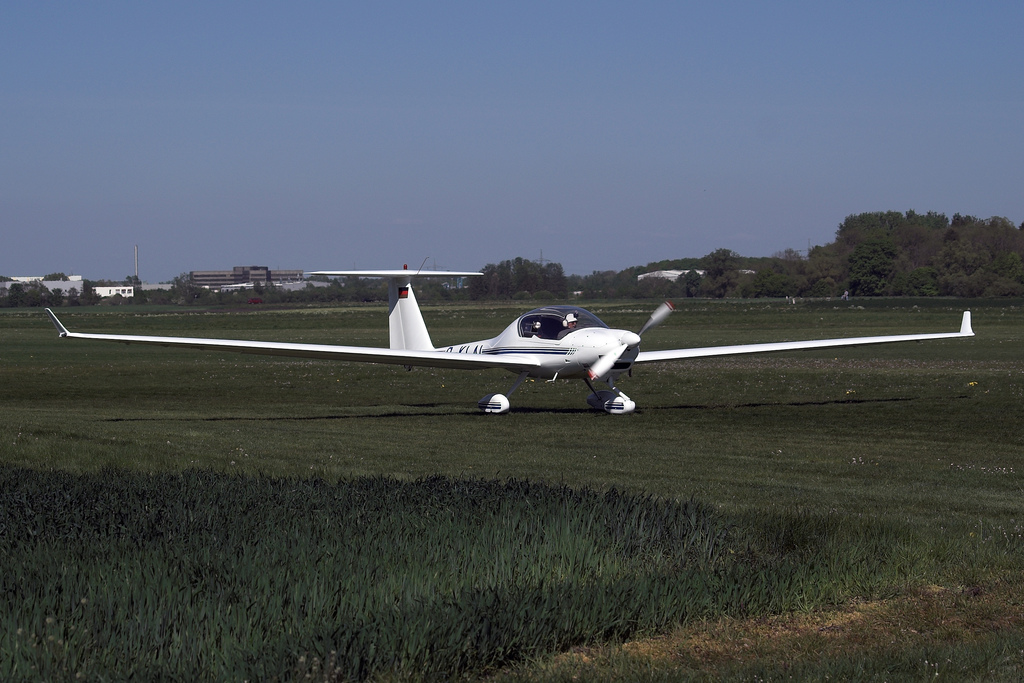
超级迪莫纳及其翼展

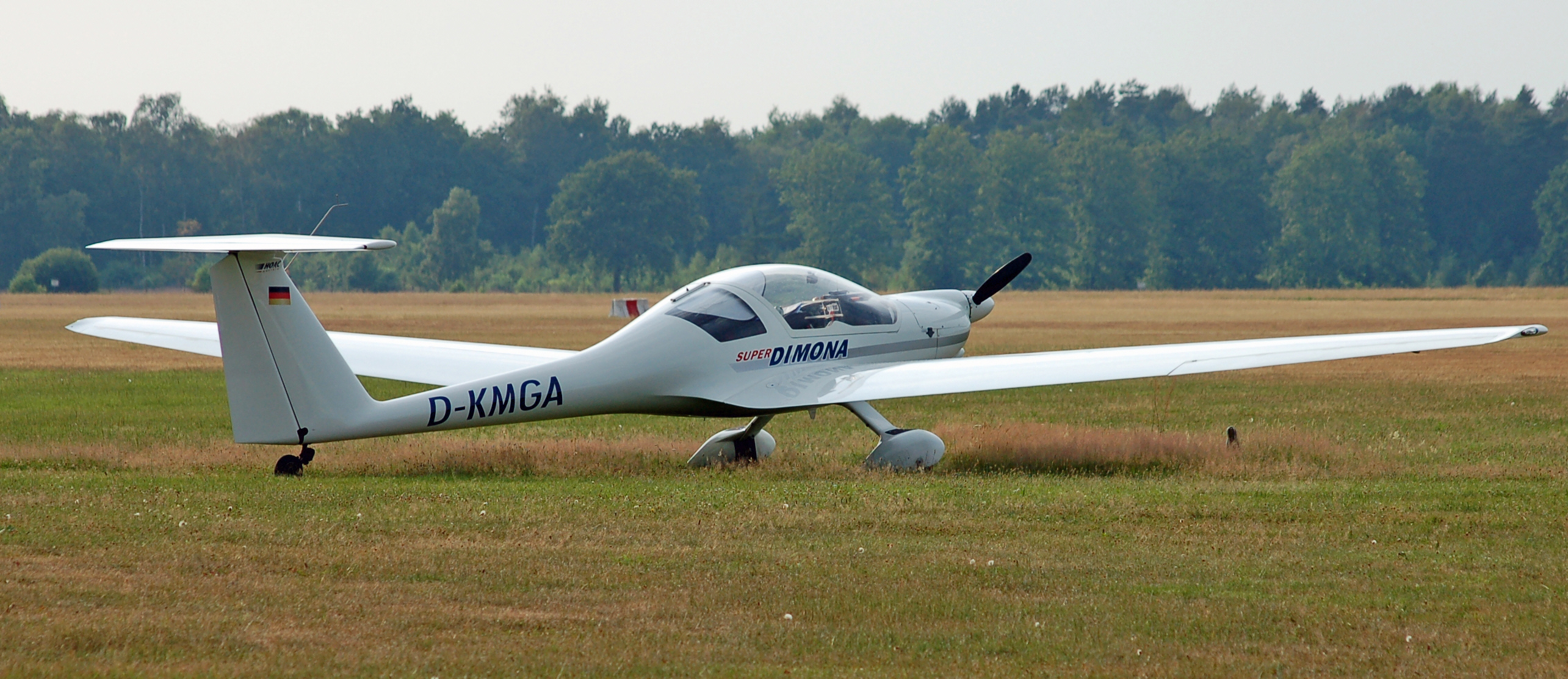
霍夫曼HK-36 R超级迪莫纳

鑽石HK36超级迪莫纳（英語：Diamond HK36 Super Dimona）是一款由奧地利鑽石飛行器公司的生產的低單翼动力滑翔机，設計者為沃爾夫·霍夫曼。

## 設計及發展
鑽石HK36系列的前身為霍夫曼H36迪莫纳，一款1980年代初的遊覽动力滑翔机，由霍夫曼飛機工廠所生產，後來成為鑽石飛行器公司。飛機全由玻璃钢組成，整系列採用沃特曼FX63-137翼型。H36翼展為16米，後期型號的翼展稍為加大；滑翔比為27:1，而後期型號滑翔比為87:1。機艙採用泡型艙罩，座位前後並排。此系列飛機得到歐洲和美國的認證，於1986年7月9日取得美国联邦航空管理局適航認證。由於飛機材料為玻璃钢，美國認證包括「除了翼尖、機鼻和方向舵外，機身外部受到陽光照射的地方必須塗成白色」。H36改良型於1987年3月首飛，HK36R亦在1989年10月首飛。新型號飛機配有更高馬力的勞達斯914渦輪增壓器引擎，因此可以用作滑翔拖曳機。
1991年，飛機師彼得·乌拉赫在奧地利駕駛一架HK36飛上絕對高度36,188尺，打破了活塞飛機飛行高度紀錄，這紀錄在2002年被打破。
HK36為後來的鑽石DV20和四座位的鑽石DA40提供設計基礎。

## 型號
H36 Dimona
由霍夫曼飛機工廠所生產的初型，翼展16米，滑翔比為27:1，採用常规起落架，採用的Limbach L2000 EB1C引擎（80馬力）或勞達斯912A引擎（80馬力）或Limbach L2400 EB引擎（87馬力）。1982年4月4日取得美國联邦航空管理局適航認證，1986年7月9日取得通用機認證。
HK36 R Super Dimona
發展自H36，翼樑採用碳纤维，機身作出了修改，翼展增至16.2米及採用勞達斯912A引擎（80馬力）。1993年7月23日取得美國通用機認證，最大起飛重量為1,698磅。
HK36TS Super Dimona
發展自HK36 R Super Dimona，採用勞達斯912 A3引擎（80馬力），翼展增至16.6米，滑翔比為28:1，1997年9月25日獲得美國通用機認證，在美加地區稱為「Katana Xtreme」。
HK36TC Super Dimona
與HK36TS相似，同樣在美加地區稱為「Katana Xtreme」。
HK36TC-100 Super Dimona
HK36TC-100採用勞達斯912 S3引擎（99馬力），2003年1月16日獲得美國联邦航空管理局認證，2004年1月12日獲得美國通用機認證，在美加地區稱為「Katana Xtreme」。
HK36TTS Super Dimona
HK36TTS 採用勞達斯914 F3引擎（115馬力）或F4渦輪增壓器引擎，螺旋槳採用Muhlbauer MTV-21-A-C-F/CF 175-05，於1997年9月25日取得通用機認證，在美加地區稱為「Katana Xtreme」。
HK36TTC Super Dimona
與HK36TTS相似。
HK36TTC Eco Dimona
HK36的特別任務型，1999年3月29日獲得美國通用機認證，2000年12月21日以最大起飛重量2,050磅取得有限飛機認證，在加拿大稱為「Multi Purpose Xtreme」。
Diamond DA36 E-Star
由西門子、歐洲航空防務航天公司和鑽石飛行器公司聯手研發，以減低25%耗油量及排放量，由西門子電子馬達（94馬力）使用串行混合动力驱动飛機螺旋槳。原型機於2011年6月8日首飛。

## 性能（H36）
参考资料：Sailplane Directory, Soaring and FAA Type Certificate G51EU
基本信息
- 机组：1人
- 容量：1人

性能

## 外部連結
- 官方网站